# Jean-Jacques Kantorow

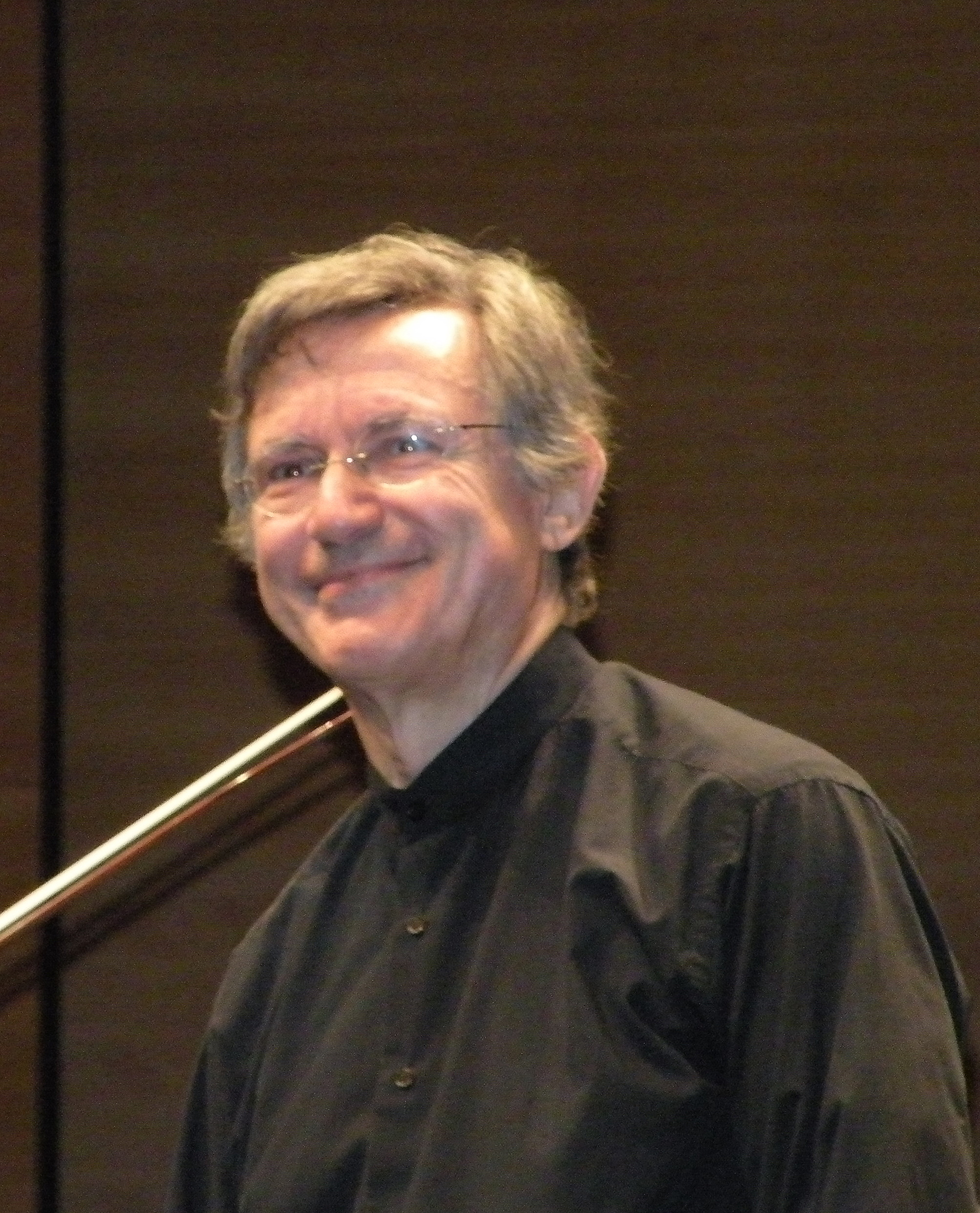
Kantorow in 2009

Jean-Jacques Kantorow (Cannes, 3 oktober 1945) is een Frans violist en dirigent van Russische afkomst.

## Levensloop
Kantorow studeerde aan het Parijse Conservatorium bij René Benedetti. Hij won in 1960 zijn eerste prijs als violist in een muziekwedstrijd, en in de jaren 60 volgden tien grote prijzen in internationale muziekwedstrijden, waaronder de "Carl Flesch Competition" (Londen), de Paganini Competition" (in Genua) en de "International Competition" (in Genève). In de jaren 70 voerde hij vele solowerken voor viool uit, variërend van barokmuziek tot hedendaagse werken. Ook profileerde hij zich als kamermuziekspeler. Van zijn meer dan 160 opnamen vielen vele in de prijzen, waaronder de "Grand Prix du Disque" en de "Grand Prix de l’Académie Franz Liszt".
Kantorow gaf tot zijn pensioen les aan de conservatoria van Straatsburg, Rotterdam en Parijs. Momenteel geeft hij als vioolpedagoog louter nog privéles en masterclasses.

De Grove Music Online omschrijft Kantorows spel als volgt: 
Kantorow has an infallible technique and a beauty of tone which combines the best features of the French and Russian schools. 
(Kantorow heeft een onfeilbare techniek en een prachtige toon waarin de beste aspecten van de Franse en Russische scholen worden gecombineerd).
Kantorow bespeelt een Stradivariusviool (bekend als de "ex-Leopold Auer" uit 1699).
In de jaren 80 begon Kantorow een andere carrière als dirigent. Hij werd chef-dirigent bij het Auvergne Kamerorkest en later bij het Orkestensemble van Parijs. Hij heeft vele contracten daarbuiten met andere Europese orkesten, waaronder het Nederlands Kamerorkest, de Tapiola Sinfonietta in Finland, het Helsinki Kamerorkest en het Kamerorkest van Lausanne.